# Transcaucasia (planta)
Transcaucasia es un género monotípico de planta herbácea perteneciente a la familia Apiaceae. Su única especie es: Transcaucasia armwnia.

## Taxonomía
Transcaucasia armwnia fue descrita por Minosuke Hiroe y publicado en Umbelliferae of the World 616. 1979.